# Réacteur A1W

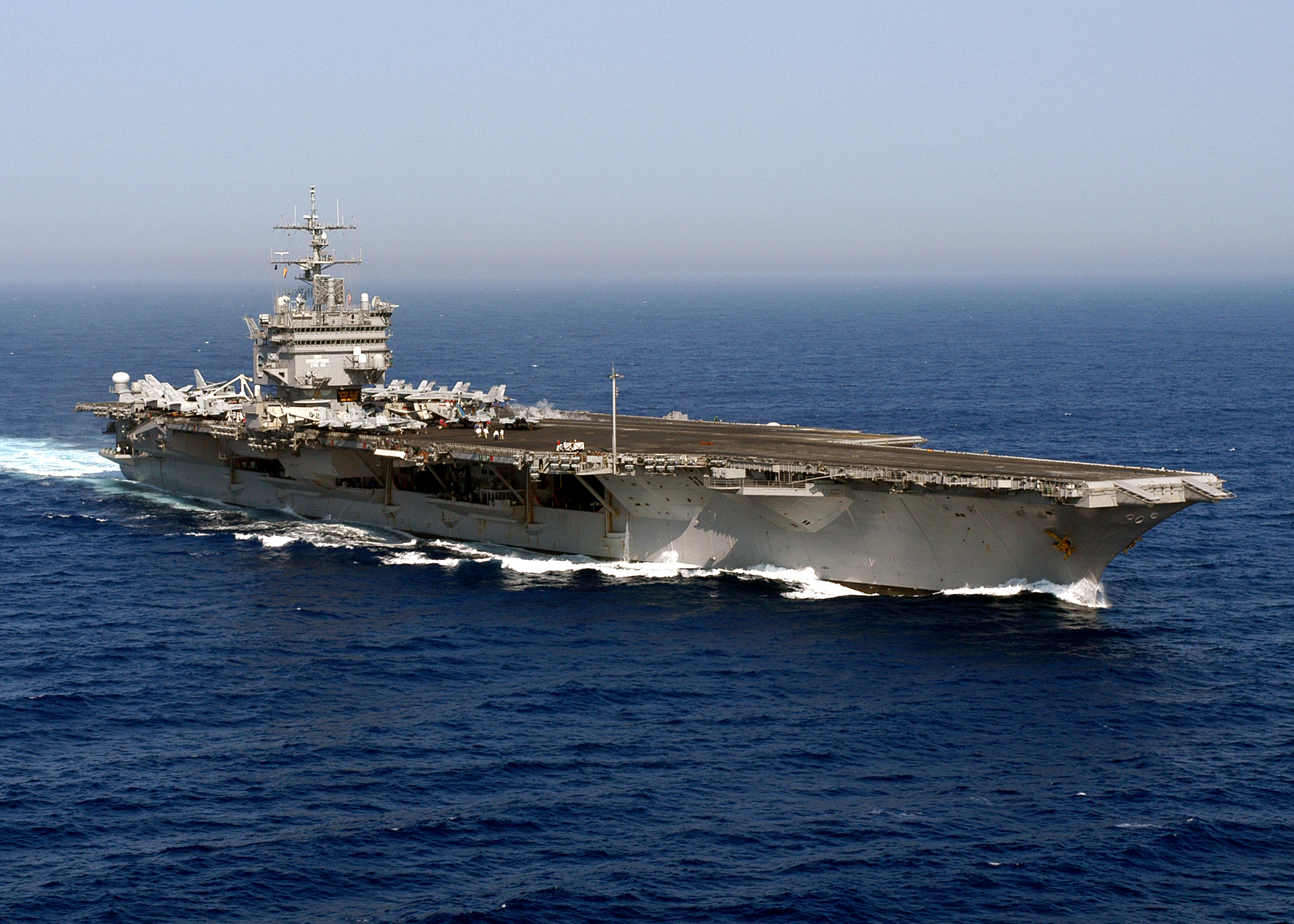
L'USS Enterprise (CVN-65) dans l'Atlantique en juin 2004.

Le réacteur A1W est un prototype de réacteur nucléaire utilisé par l’United States Navy pour fournir de l’électricité ainsi que la propulsion sur ses navires de guerre.
L’acronyme A1W signifie :
- A = porte-avions (Aircraft Carrier)
- 1 = numéro de la génération pour le fabricant
- W = Westinghouse Electric pour le nom du fabricant

Ce type de réacteur fut construit par Westinghouse Electric, à la Naval Reactors Facility (en) au sein du laboratoire national de l'Idaho à proximité d’Arco. Sa construction fut autorisée en octobre 1955 pour un coût estimé de 26 millions de dollars.
Le A1W fut le premier réacteur servant à alimenter un arbre grâce à une unique turbine. L’ensemble du complexe des essais comportait en réalité deux réacteurs nommés A et B dont la température du système de refroidissement variait entre 274 °C et 285 °C.
Le réacteur fut également utilisé comme prototype servant à la conception du premier véritable réacteur nucléaire embarqué sur l’Enterprise, le réacteur A2W.
Le prototype A1W fut utilisé comme réacteur d’entraînement pendant 34 ans jusqu’à sa désactivation définitive le 26 janvier 1994.